# بازیکوو
بازیکوو (انگلیسی: Bazikovo) یک شهرک در شهرستان گافوریسکی استان باشقیرستان کشور روسیه است.